# Leonotis pole-evansii
Leonotis pole-evansii là một loài thực vật có hoa trong họ Hoa môi. Loài này được Hutch. mô tả khoa học đầu tiên năm 1946.